# 科拉蒂诺
科拉蒂诺（Q. XXII Collatino）是意大利罗马的第22新城分区，由首字母Q. XXII标识。名称源自科拉蒂纳道 。该区人口 66,829 人 ，面积 6.1646平方公里。